# Николай Висарионович Некрасов
 Тази статия е за държавника.  За писателя и публициста вижте Николай Некрасов.  
Никола́й Висарио́нович Некра́сов, име в нелегалност В. А. Голгофский (1879, Санкт-Петербург — 1940, Москва), е руски политически деятел от лявото крило партията на кадетите и цивилен инженер. Член на Третата и Четвъртата Държавна дума на Руската империя, министър в новосформираното министерство на далекосъобщенията, а впоследствие и министър на финансите във Временното правителство на Русия от 1917. Последен генерал-губернатор на Финландия и Генерален секретар на Върховния съвет на Велик изток на народите на Русия.

## Образование и преподавателска дейност
Николай Некрасов е роден през 1879 в Санкт-Петербург в семейството на свещеника Висарион Яковлевич Некрасов. През 1902 завършва с отличие Петербургския държавен университет за далекосъобщения и до 1905 е на стаж в Германия. Некрасов получава назначение като щатен преподавател по математика, механика и чертеж в политехническия университет в Томск и от 1906 е извънреден професор по мостостроене. През 1907 представя дисертация на тема „К теории ферм с жесткими соединениями в узлах. Опыт сравнительного анализа методов расчета“.

## Политическа дейност
От 1905 Некрасов активно участва в политическия живот в Русия. Той организира съюз на професорите в Томск и постъпва в Конституционно-демократическата партия в Ялта, известна и като Партия на народната свобода. Като неин делегат от Таврическа губерния той участва в учредителното събрание на кадетската партия. След 1909 Некрасов вече е член на Централния ѝ комитет и лидер на лявото ѝ крило. Като такъв той е избран и за народен представител в Държавната дума, където е особено активен като докладчик на финансовата комисия по железопътния и водния транспорт и утилизацията на Сибир.
Некрасов е виден деятел на руското масонство в организацията Велик изток на народите на Русия, в чиято среда среща редица свои бъдещи колеги министри. През Първата световна война заговаря за абдикацията на Николай II и през Февруарската революция разработва законопроект за обявяване на руска република. Влиза в конфликт с председателя на кадетската партия Павел Милюков. Като министър във временното правителство издава полулярни мерки спрямо железничарите и търси коалиране със социалистическата партия. Това му осигурява вицепремиерски пост и след ремонта на временния кабинет от Керенский. По време на Корниловския пуч заклеймява Лавър Корнилов като метежник, но опита му да свали Керенский е несполучлив. Некрасов е отстранен от пост и е назначен за генерал-губернатор на Финландия.
След като болшевиките заемат властта Некрасов е в нелегалност и под името В. А. Голгофский работи като статистик и кооператор в Москва, Уфа и Казан. През март 1921 е разпознат и изпратен в Кремъл, където е помилван от Ленин. До 1930 преподава в Московски държавен университет, когато отново е арестуван от НКВД по обвинение за „контрареволюционна организация“. Въдворен в трудов лагер, Некрасов работи в Специалното конструкторско бюро по проектирането на Беломорско-балтийски канал, което му печели предсрочно освобождаване след завършването на канала. Включва се в строителството на канала Москва — Волга като началник на Завидовския строителен район в Тверска област и при предсрочното завършване на проекта през 1937 е награден с Трудов орден „Червено знаме“.

## Последен арест и гибел
На 13 юни 1939 Некрасов е арестуван по обвинение за вредителство в строителството и на 14 април 1940 е осъден на смърт чрез разстрел. Присъдата е изпълнена на 7 май 1940, а на 12 март 1991 Николай Некрасов е реабилитиран от Генералния прокурор на СССР.